# 裴宏斌
裴宏斌（1963年—），辽宁黑山人，汉族，中华人民共和国政治人物、第十一届全国人民代表大会辽宁地区代表。
毕业于天津大学工商管理专业。加入中共，全国五一劳动奖章获得者、担任抚顺石化公司总经理。2008年起担任全国人大代表。